# Bernarda
A Bernarda germán eredetű női név, a Bernát férfinév latinos Bernardus megfelelőjének női párja.

## Rokon nevek
Bernardina, Bernadett, Bernadetta, Detti, Berna

## Gyakorisága
Az újszülötteknek adott nevek körében az 1990-es években szórványosan fordult elő. A 2000-es és a 2010-es években sem szerepelt a 100 leggyakrabban adott női név között.
A teljes népességre vonatkozóan a Bernarda sem a 2000-es, sem a 2010-es években nem szerepelt a 100 leggyakrabban viselt női név között.

## Névnapok
április 16., május 19., május 20.